# Pyrgi-tavlerne
Pyrgi-tavlerne er tre tynde beskrevne guldplader. De blev fundet ved udgravninger af havnebyen Pyrgi ved den etruskiske by Caere. Det er nu Cervetere i Italien. 
Pyrgi-tavlernes to indskrifter fortæller om  et tempel viet til gudinden Juno (etruskisk Uni, fønikisk ‘štrt). De er lavet af Thefariei Velianas, kongen af Caere. Indskriften er fra ca. 500 f.Kr..
Teksten er både på etruskisk og fønikisk. Den er en vigtig kilde til forståelsen af det etruskiske sprog og viser fønikisk indflydelse i det vestlige Middelhav.
| Fønikisk | Etruskisk |
| lrbt l‘štrt ’šr qdš ’z ’š p‘l w’š ytn tbry wln mlk’l kyšry byrħ zbħ šmš bmtn ’bbt wbn tw k‘štrt ’rš bdy lmlky šnt šlš 3 by rħ krr bym qbr ’lm wšnt lm’š ’lm bbty šnt km hkkbm ’l | ita. tmia. icac. he ramaś va[.] vatieχe unialastres. θemia sa. meχ. θuta. θefa rie[i]. velianas sal cluvenias. turu ce munistas. θuvas tameresca. ilacve. tulerase. nac. ci. avi l. χurvar. teś iameita le. ilacve. alś ase nac atranes zilac al seleitala. acnavs ers. itanim heram ve. avil eniaca. pul umχva |
| "Til Fruen Aštarte gjorde og gav Tbry Wln, konge af Kyšry, denne helligdom, i måneden Zbħ Šmš, i Mtn, i templet. Og han byggede kammeret, fordi Aštarte ønskede det af ham. I hans tredje regeringsår, i måneden Krr på Gudens Begravelsesdag. Og den, der giver en gave til guden i hendes tempel, skal have så mange år som stjernerne." | "Dette tempel og denne statue er viet til Uni (Juno). Han byggede det for sin egne penge. Thefariei Velianas, byens leder, skænkede det på hendes anmodning(?). Han byggede(?) kammeret i måneden tulera ... tre år ... i måneden alsa ... "                                                                    |